# Miha Žibrat
Miha Žibrat, slovenski novinar in športni komentator, * 30. julij 1952, † 8. junij 2022.
Žibrat je z novinarskim delom začel med študijem leta 1972. Diplomiral je na Fakulteti za družbene vede v Ljubljani. Kot športni komentator je za RTV Slovenija poročal z olimpijskih iger od leta 1980. Poročal je s svetovnih prvenstev v košarki, veslanju, plavanju in alpskem smučanju in tenisu. Dvakrat je bil izvoljen za predsednika Društva športnih novinarjev Slovenije. Bil je član komisije za košarko pri Mednarodnem združenju športnih novinarjev in odgovorni urednik športnega programa na RTV Slovenija.